# Пяски (Лобезький повіт)
Пя́ски (пол. Piaski, нім. Paatzig) — село в Польщі, у гміні Ресько Лобезького повіту Західнопоморського воєводства.
Населення — 197 осіб (2011).
У 1975—1998 роках село належало до Щецинського воєводства.

## Демографія
Демографічна структура станом на 31 березня 2011 року:
|          | Загалом | Допрацездатний вік | Працездатний вік | Постпрацездатний вік |
| -------- | ------- | ------------------ | ---------------- | -------------------- |
| Чоловіки | 98      | 27                 | 65               | 6                    |
| Жінки    | 99      | 24                 | 54               | 21                   |
| Разом    | 197     | 51                 | 119              | 27                   |